# Ґодзілла проти Хедори
«Ґодзілла проти Хедори» (яп. ゴジラ対ヘドラ) — японський фантастичний кайдзю-фільм режисера Йосіміцу Банно. Це одинадцятий фільм про Ґодзіллу і перший про Хедору. Це єдиний фільм про Ґодзіллу, режисером якого був Йосіміцу Банно. У фільмі присутня екологічна тематика. Світова прем'єра відбулася 24 липня 1971 року.
У США фільм транслювався у 1972 році під назвою «Ґодзілла проти Смог-монстра» (англ. Godzilla vs. the Smog Monster).
Реліз фільму на DVD відбувся в 2004 році.

## Сюжет
Інопланетний монстр Хедора, який харчується шкідливими викидами, топить нафтовий танкер. Після того, як він нападає на доктора Тору Яно та його маленького сина Кена Яно, залишаючи шрами на тілі доктора, громадськості стає відомо про його існування. Кен Яно вважає, що Ґодзілла прийде на допомогу людству та вб'є Хедору.
Хедора перетворюється на прямоходячу земноводну форму, після чого приходить до електростанції та всмоктує в себе шкідливі гази. З'являється Ґодзілла і починається битва. Пізніше Хедора перетворюється на літаючу форму. Незабаром Хедора перетворюється в свою найсильнішу форму.
Тисячі людей гинуть під час атак Хедори, навіть Ґодзілла не може справитися з ним. На горі Фудзі молоді люди, серед яких Кен Яно, Юкіо Кеучі та Мікі Фудзіяма, починають веселитися, адже на їхню думку це останній день їхнього життя, і його потрібно провести весело. Під час цієї вечірки Ґодзілла та Хедора починають боротися поблизу гори Фудзі. Хедора майже перемагає Ґодзіллу. Під час битви Хедора ранить око Ґодзілли а також обпікає його. Хедора майже топить Ґодзіллу в ямі.
Доктор Тору Яно та його дружина Тоші Яно визначили, що Хедору можна знищити, висушивши його. Поки Ґодзілла та Хедора билися, JSDF швидко побудували два гігантські пристрої, як стріляють електрикою. JSDF спробували вистрілити цими пристроями.
Раптом відключається живлення, і пристрої перестають працювати. Ґодзілла стріляє атомним променем прямо по пристроям, таким чином подаючи їм енергію. Пристрої стріляють в Хедору, і він зневоднюється. Хедора скидає зовнішню оболонку і втікає, але Ґодзілла наздоганяє його, використавши атомний промінь, як турбіну. Ґодзілла тягне Хедору назад до пристроїв, після чого Хедора зневоднюється і перетворюється в пил.
Всі радіють, а Ґодзілла повертається до моря, перед тим загрозливо подивившись на людство, дії якого породили Хедору. Кен Яно прощається з Ґодзіллою.

## Кайдзю
- Ґодзілла
- Хедора

## В ролях
- Акіра Ямауті — доктор Тору Яно
- Тосійо Кімура — Тосі Яно
- Хіроюкі Кавасе — Кен Яно
- Кейко Марі — Мікі Фудзіяма
- Тосіо Сіба — Юкіо Кеучі
- Харуо Накадзіма — Ґодзілла
- Кемпатіро Сацума — Хедора

## Цікаві факти
- В Японії в кінотеатрах фільм переглянули 1 740 687 глядачів.
- Це єдиний фільм, в якому Ґодзілла може літати, використовуючи свій атомний промінь як турбіну.